# Silver Link
SILVER LINK. (株式会社シルバーリンク, Kabushiki-gaisha Shirubā Rinku ? ) é um estúdio de animação japonesa fundado em dezembro de 2007 e com sede em Tóquio. A maioria das produções do estúdio são dirigidas por Shin Onuma, que anteriormente era assistente de direção ao lado de Akiyuki Shinbo no eixo.

## Estabelecimento
Após a fundaçao da empresa no ano de 2007, Shin Ōnuma, que anteriormente era um diretor ao lado da Shaft. diretores Akiyuki Shinbo e  Tatsuya Oishi , entrou no estúdio. A maioria das produções de Silver Link envolveu Ōnuma como diretor ou co-diretor desde que ele entrou no estúdio. A empresa também possui duas subsidiárias: Beep, um estúdio de animação subcontratado, e o Connect, um estúdio que começou a co-produzir animes com a Silver Link, e desde então se expandiu para produzir seus próprios trabalhos. Em 3 de agosto de 2020, foi anunciado que a Asahi Broadcasting Corporation comprou a Silver Link Assim Se tornando uma subsidiária. 

## Produções
- Tayutama: Kiss on my Deity (2009)
- Baka to Test to Shōkanjū (2010)
- Baka to Test to Shōkanjū: Nii! (2011)
- C ³ (2011)
- Dusk Maiden of Amnesia (2012)
- Chitose Get You!! (2012)
- Kokoro Connect (2012)
- OniAi (2012)
- WataMote (2013)
- Fate/kaleid liner Prisma Illya (2013)
- Strike the Blood (2013–2014)
- Non Non Biyori (2013)[2]
- No-Rin (2014)
- Fate/kaleid liner Prisma Illya 2wei! (2014)
- Invaders of the Rokujyōma!? (2014)
- Girl Friend Beta (2014)
- Yuri Kuma Arashi (2015)
- Fate/kaleid liner Prisma Illya 2wei Herz! (2015)
- Rakudai Kishi no Cavalry (2015)
- Tanaka-kun wa Itsumo Kedaruge (2016)
- Armed Girl's Machiavellism (2017)
- Battle Girl High School (2017)
- Restaurant to Another World (2017)
- Two Car (2017)
- A Sister's All You Need (2017)
- Mitsuboshi Colors (2018)
- Death March to the Parallel World Rhapsody (2018)
- Butlers: Chitose Momotose Monogatari (2018)
- Miss Caretaker of Sunohara-sou (2018)
- Circlet Princess (2019)
- Midara na Ao-chan wa Benkyō ga Dekinai (2019)
- Wise Man's Grandchild(2019)
- The Ones Within (2019)
- Bofuri (2020)
- Otome Game No Hametsu Flag Shika Nai Akuyaku Reijou Ni Tensei Shiteshimatta... (2020)
- The Misfit of Demon King Academy (2020)
- Our Last Crusade or the Rise of a New World (2020)
- Non Non Biyori Nonstop (2021)

## OVA
- Baka to Test to Shōkanjū: Matsuri
- Otome wa Boku ni Koishiteru (2012)